# Macumba (religión)
Macumba ("donde suenan los tambores") es el nombre que se usaba para designar a todas las prácticas religiosas
bantúes, principalmente en el estado brasileño de Bahia en el siglo XIX. Más tarde (en el siglo XX), estas prácticas se organizaron en lo que ahora se llama umbanda, quimbanda y omoloko. La macumba llegó a ser algo común en algunas partes de Brasil, Uruguay, Paraguay, Argentina y Bolivia ( la región oriental de Bolivia). Esta palabra es utilizada por algunas personas como una palabra peyorativa que significa magia negra. La palabra macumba es utilizada en Brasil, Paraguay, Argentina y Uruguay para referirse a cualquier ritual o religión de origen afroamericano, y aunque su uso por parte de personas ajenas suele ser despectivo (refiriéndose a todas las clases de religión, supersticiones y rituales relacionados con la suerte) y se considera ofensiva, entre sus practicantes no está vista negativamente.